# ماتان روديتي
ماتان روديتي (مواليد 6 أكتوبر 1998) هو سباح مارثون إسرائيلي، شارك في أولمبياد 2020 وحصل على المركز الرابع.